# Ephierodula
Ephierodula (лат.) — род насекомых из семейства настоящих богомолов (Mantidae). Известно четыре вида из Юго-Восточной Азии. От близких родов отличается следующими признаками: тергит X самца двулопастной; апикальный выступ paa с заострённым субапикальным зубцом; костальное поле самки резко заканчивается на дистальной четверти переднего крыла; тело и передние крылья коричневатые с отчётливо зелёным или жёлтым костальным полем. Пронотум без значительного латерального расширения. Переднее бедро с 4 задневентральными шипами. Ранее таксон Ephierodula рассматривался синонимом рода Hierodula. Описанный в 1991 году из Китая вид Hierodulella albomaculata Zhang, 1991 перенесён в состав рода Ephierodula с новым названием Ephierodula albomaculata (Zhang, 1991). Также и открытый в 1999 году вид Montamantis meihuashana Yang in Yang & Wang, 1999 был включён в род Ephierodula.
- Ephierodula albomaculata  (Zhang, 1991) — Китай
- Ephierodula excellens  Werner, 1916 — Вьетнам
- Ephierodula heteroptera  Werner, 1906 — Малайзия, Борнео, Зондские острова
- Ephierodula meihuashana  (Yang, 1999) — Китай